# L'Été de la peur
Pour plus de détails, voir Fiche technique et Distribution.
L'Été de la peur (Stranger in Our House) est un téléfilm américain réalisé par Wes Craven et diffusé en 1978 sur NBC. Il est adapté du roman Summer of Fear (en) de Lois Duncan.

## Synopsis
Julia Grant (Lee Purcell (en)) est orpheline depuis le décès de ses parents dans un accident de la route sur la côté est. Elle est recueillie par sa tante Leslie et son oncle Tom. Ils vivent dans un ranch en Californie avec leur fille Rachel (Linda Blair) et leur fils Bobby. Dès l'arrivée de Julia, des faits troublants surviennent. Si Rachel est d'abord contente d'accueillir une fille de son âge, les rapports avec sa famille vont se dégrader, alors que Julia va se rapprocher notamment des membres de la famille. Elle parvient même voler le petit ami de Rachel, Mike Gallagher. Alors que tous semblent avoir succombé au pouvoir de sa cousine, Rachel va devoir découvrir pourquoi sa vie est devenu un véritable cauchemar.

## Fiche technique
Sauf indication contraire, les informations mentionnées dans cette section peuvent être confirmées par la base de données cinématographiques IMDb,  présente dans la section « Liens externes ».
- Titre français : L'Été de la peur
- Titre original : Stranger in Our House
- Titre international alternatif : Summer of Fear
- Réalisation : Wes Craven
- Scénario : Glenn M. Benest et Max A. Keller, d'après le roman Summer of Fear (1976) de Lois Duncan
- Musique : John D'Andrea et Michael Lloyd
- Photographie : William K. Jurgensen
- Montage : Howard E. Smith
- Direction artistique : Joe Aubel
- Production : Bill Finnegan, Patricia Finnegan, Max A. Keller et Micheline H. Keller
- Sociétés de production : Finnegan Associates et Inter Planetary
- Pays d'origine :  États-Unis
- Format : Couleurs - 1,33:1 - son mono - 35 mm
- Genre : horreur, thriller
- Durée : 100 minutes
- Dates de diffusion[1] : 
  - États-Unis : 31 octobre 1978 (1re diffusion TV sur NBC)
  - France : 31 décembre 1980 (1re diffusion TV)

## Distribution
- Linda Blair : Rachel Bryant
- Lee Purcell (en) (VF : Stéphanie Murat) : Julia Trent
- Jeremy Slate (VF : Jean-Pierre Gernez) : Tom Bryant
- Jeff McCracken : Mike Gallagher
- Jeff East (VF : Emmanuel Curtil) : Peter Bryant
- Carol Lawrence : Leslie Bryant
- Macdonald Carey (VF : Jean-Claude Michel) : le professeur Jarvis
- James Jarnigan (VF : Annabelle Roux) : Bobby Bryant
- Fran Drescher : Carolyn Baker
- Gwil Richards : Dr. Morgan
- Kerry Arquette : Anne
- Beatrice Manley : Marge Trent
- Patricia Wilson : Mme Gallagher
- Ed Wright : M. Wilson
- Billy Beck : le shérif

## Production
Le tournage a lieu à Hidden Hills, en Californie,.

## Différences avec le roman
Dans le roman d'origine, Rachel avait pour animal de compagnie un cocker, mais au vu de l'amour que porte Linda Blair aux chevaux, le réalisateur modifia cette partie du scénario.

## Sortie

### Accueil critique
AllMovie décrit le film comme un « un objet d'horreur modestement divertissant ». l'agrégateur de critiques américain Rotten Tomatoes compile 4 avis, tous négatifs

### Sortie au cinéma
Après avoir remporté un certain succès lors de ses diffusions télévisées sur NBC puis sur CBS, le film connait une exploitation en salles, parfois sous le titre Summer of Fear. Il sort ainsi dans les cinémas de certains pays européens et en Amérique du Sud,.